# Gran Premio motociclistico di Gran Bretagna 1981
Il Gran Premio motociclistico di Gran Bretagna 1981 fu l'undicesimo appuntamento del motomondiale 1981 e 33ª edizione del Gran Premio motociclistico di Gran Bretagna (prima Tourist Trophy) valido per il motomondiale.
Si svolse il 2 agosto 1981 sul circuito di Silverstone e vide la vittoria di Jack Middelburg nella classe 500, di Anton Mang nelle 350 e nelle 250, di Ángel Nieto nella 125. Quest'ultimo ottenne, oltre che la vittoria, la certezza matematica del titolo iridato, il suo decimo in carriera. Anche nella classe 250 si ottenne la certezza di conoscere il nuovo campione iridato, in questo caso il tedesco Anton Mang. Nella classe sidecar vinse l'equipaggio Rolf Biland-Kurt Waltisperg, che così raggiunse Alain Michel-Michael Burkhard in vetta alla classifica.

## Classe 500
Nella classe regina ottiene, con una certa sorpresa, la vittoria un pilota privato, l'olandese Jack Middelburg su una Suzuki, che ottiene la sua seconda vittoria nel mondiale, precedendo i più quotati statunitensi Kenny Roberts e Randy Mamola.
Con questo risultato, il leader provvisorio della classifica, l'italiano Marco Lucchinelli, qui giunto solo in diciannovesima posizione dopo essere stato coinvolto in un incidente, vede il suo vantaggio ridotto a soli 6 punti da Mamola.
Da registrare in questa gara anche un certo ritorno alla competitività per la Honda, per quanto il suo pilota Freddie Spencer non sia riuscito a portare a termine la prova.

### Arrivati al traguardo
| Pos. | Pilota            | Moto      | Tempo    | Griglia | Punti |
| ---- | ----------------- | --------- | -------- | ------- | ----- |
| 1    | Jack Middelburg   | Suzuki    | 43:24.34 | 3       | 15    |
| 2    | Kenny Roberts     | Yamaha    | + 0.30   | 4       | 12    |
| 3    | Randy Mamola      | Suzuki    | + 13.04  | 5       | 10    |
| 4    | Bernard Fau       | Suzuki    | + 36.22  | 8       | 8     |
| 5    | Marc Fontan       | Yamaha    | + 36.56  | 14      | 6     |
| 6    | Boet van Dulmen   | Yamaha    | + 37.79  | 10      | 5     |
| 7    | Stu Avant         | Suzuki    | + 44.95  | 20      | 4     |
| 8    | Ikujiro Takai     | Yamaha    | + 45.41  | 17      | 3     |
| 9    | Steve Parrish     | Yamaha    | + 45.79  | 16      | 2     |
| 10   | Chris Guy         | Suzuki    | + 53.36  | 29      | 1     |
| 11   | Graziano Rossi    | Yamaha    | +1:06.37 | 12      |       |
| 12   | Peter Sjöström    | Suzuki    | +1:13.31 | 21      |       |
| 13   | Guido Paci        | Yamaha    | +1:14.28 | 19      |       |
| 14   | Roberto Pietri    | Suzuki    | +1:24.22 | 33      |       |
| 15   | Andreas Hofmann   | Yamaha    | +1:25.01 | 35      |       |
| 16   | Franco Uncini     | Suzuki    | +1 giro  | 15      |       |
| 17   | Graham Wood       | Yamaha    | +1 giro  | 22      |       |
| 18   | Christian Sarron  | Yamaha    | +1 giro  | 26      |       |
| 19   | Marco Lucchinelli | Suzuki    | +1 giro  | 6       |       |
| 20   | Josef Hage        | Yamaha    | +1 giro  | 34      |       |
| 21   | Alex George       | Yamaha    | +1 giro  | 37      |       |
| 22   | Barry Woodland    | Suzuki    | +1 giro  | 40      |       |
| 23   | Carlo Perugini    | Sanvenero | +1 giro  | 36      |       |
| NC   | Dave Potter       | Suzuki    |          | 9       |       |
| NC   | Sadao Asami       | Suzuki    |          | 30      |       |

### Ritirati
| Pilota            | Moto     | Motivo | Griglia |
| ----------------- | -------- | ------ | ------- |
| Freddie Spencer   | Honda    |        | 11      |
| Philippe Coulon   | Suzuki   |        | 27      |
| Gary Lingham      | Suzuki   |        | 25      |
| Graeme Crosby     | Suzuki   |        | 1       |
| Barry Sheene      | Yamaha   |        | 2       |
| Sergio Pellandini | Suzuki   |        | 24      |
| Steve Henshaw     | Suzuki   |        | 28      |
| John Newbold      | Suzuki   |        | 38      |
| Christian Estrosi | Pernod   |        | 32      |
| Keith Huewen      | Suzuki   |        | 18      |
| Corrado Tuzii     | Suzuki   |        | 39      |
| Dale Singleton    | Suzuki   |        | 23      |
| Kork Ballington   | Kawasaki |        | 13      |
| Dennis Ireland    | Suzuki   |        | 31      |
| Michel Frutschi   | Yamaha   |        | 7       |

## Classe 350
La 350 appare qui per la settima e penultima volta della stagione; il tedesco Anton Mang, partito dalla pole position, ottiene in sella alla sua Kawasaki sia la sua quarta vittoria dell'anno che la certezza matematica del titolo. Sul traguardo alle sue spalle sono giunti il britannico Keith Huewen e il francese Jean-François Baldé.

### Arrivati al traguardo
| Pos. | Pilota              | Moto     | Tempo    | Griglia | Punti |
| ---- | ------------------- | -------- | -------- | ------- | ----- |
| 1    | Anton Mang          | Kawasaki | 38'01.38 | 1       | 15    |
| 2    | Keith Huewen        | Yamaha   | 38'18.12 | 10      | 12    |
| 3    | Jean-François Baldé | Kawasaki | 38'18.26 | 2       | 10    |
| 4    | Didier de Radiguès  | Yamaha   | 38'18.07 | 3       | 8     |
| 5    | Charlie Williams    | Yamaha   | 38'18.26 | 6       | 6     |
| 6    | Martin Wimmer       | Yamaha   | 38'19.11 | 12      | 5     |
| 7    | Jeffrey Sayle       | Yamaha   | 38'24.16 | 5       | 4     |
| 8    | Patrick Fernandez   | Yamaha   | 38'30.28 | 31      | 3     |
| 9    | Donnie Robinson     | Yamaha   | 38'40.24 | 14      | 2     |
| 10   | René Delaby         | Yamaha   | 38'46.30 | 4       | 1     |
| 11   | Siegfried Minich    | Bartol   | 38'51.22 | 28      |       |
| 12   | Paolo Ferretti      | Yamaha   | 38'51.30 | 23      |       |
| 13   | Tony Head           | Yamaha   | 38'51.06 | 18      |       |
| 14   | Graeme McGregor     | Yamaha   | 38'51.13 | 8       |       |
| 15   | Eero Hyvärinen      | Yamaha   | 38'52.22 | 21      |       |
| 16   | Steve Tonkin        | Yamaha   | 38'52.03 | 25      |       |
| 17   | Jacques Bolle       | Yamaha   | 39'08.00 | 15      |       |
| 18   | Tony Rogers         | Yamaha   | 39'11.29 | 11      |       |
| 19   | Graeme Geddes       | Yamaha   | 39'17.07 | 37      |       |
| 20   | Alain Stewart       | Yamaha   | 39'20.08 | 30      |       |
| 21   | Yo Chan Matsumoto   | Yamaha   | 39'20.15 | 33      |       |
| 22   | Bengt Elgh          | Yamaha   | 39'24.24 | 29      |       |
| 23   | Clive Horton        | Yamaha   | 1 giro   | 27      |       |
| 24   | Edwin Weibel        | Yamaha   |          | 32      |       |
| 25   | Roger Sibille       | Yamaha   |          | 22      |       |

### Ritirati
| Pilota             | Moto   | Motivo | Griglia |
| ------------------ | ------ | ------ | ------- |
| Alan North         | Yamaha |        | 7       |
| Reino Eskelinen    | Yamaha |        | 9       |
| Mar Shouten        | Yamaha |        | 13      |
| Mick Grant         | Yamaha |        | 16      |
| Steve Henshaw      | Yamaha |        | 17      |
| Bruno Kneubühler   | Rotax  |        | 19      |
| Pekka Nurmi        | Yamaha |        | 20      |
| Phil Mellor        | Yamaha |        | 24      |
| Tony Rutter        | Yamaha |        | 26      |
| Steve Wright       | Yamaha |        | 34      |
| Chris Guy          | Yamaha |        | 35      |
| Hervé Guilleux     | Siroko |        | 36      |
| Paul Harris        | Yamaha |        | 38      |
| Peter Looijesteijn | Rotax  |        | 39      |
| Bruno Lüscher      | Yamaha |        | 40      |

### Non qualificato
| Pilota      | Moto          |
| ----------- | ------------- |
| Jon Ekerold | Bimota-Yamaha |

## Classe 250
Grazie alla settima vittoria stagionale nella classe, al tedesco Anton Mang manca solo la certezza matematica per essere campione del mondo anche nella quarto di litro; il suo vantaggio sul più diretto inseguitore è però ormai di 44 punti con solo 3 prove ancora da disputare.
Al secondo posto della gara è giunto lo svizzero Roland Freymond e al terzo l'australiano Graeme McGregor passato proprio in quest'occasione alla guida di una Kawasaki dopo aver guidato nelle gare precedenti una Yamaha.
Durante la gara una caduta ha coinvolto l'italiano Loris Reggiani che così non potrà prendere il via nella gara della classe di minor cilindrata, contribuendo all'assegnazione del titolo in favore di Nieto.

### Arrivati al traguardo
| Pos. | Pilota                 | Moto      | Tempo    | Griglia | Punti |
| ---- | ---------------------- | --------- | -------- | ------- | ----- |
| 1    | Anton Mang             | Kawasaki  | 38'32.37 | 1       | 15    |
| 2    | Roland Freymond        | Yamaha    | 38'41.08 | 2       | 12    |
| 3    | Graeme McGregor        | Kawasaki  | 38'41.08 | 4       | 10    |
| 4    | Richard Schlachter     | Yamaha    | 38'41.21 | 21      | 8     |
| 5    | Martin Wimmer          | Yamaha    | 38'41.21 | 3       | 6     |
| 6    | Didier de Radiguès     | Yamaha    | 39'07.08 | 6       | 5     |
| 7    | Jean-François Baldé    | Kawasaki  | 39'12.17 | 7       | 4     |
| 8    | Jean-Louis Guignabodet | Kawasaki  | 39'12.26 | 14      | 3     |
| 9    | André Gouin            | Yamaha    | 39'34.21 | 20      | 2     |
| 10   | Steve Tonkin           | Armstrong | 39'39.28 | 29      | 1     |
| 11   | Christian Estrosi      | Yamaha    | 39'43.49 | 15      |       |
| 12   | Jeffrey Sayle          | Armstrong | 39'44.05 | 11      |       |
| 13   | Bruno Kneubühler       | Rotax     | 39'45.17 | 27      |       |
| 14   | Pierre Bolle           | Yamaha    | 39'46.43 | 17      |       |
| 15   | August Auinger         | Rotax     | 39'55.53 | 13      |       |
| 16   | Sito Pons              | Yamaha    | 40'03.19 | 25      |       |
| 17   | Johnny Scott           | Yamaha    | 1 giro   | 38      |       |
| 18   | Tony Head              | Yamaha    |          | 41      |       |
| 19   | Franco Marchegiani     | Yamaha    |          | 23      |       |
| 20   | Patrick Fernandez      | Cotton    |          | 8       |       |
| 21   | Jean-Louis Albera      | Kawasaki  |          | 40      |       |
| 22   | Steven Cull            | Yamaha    |          | 42      |       |
| 23   | Jean-Michel Mattioli   | Yamaha    |          | 34      |       |

### Ritirati
| Pilota               | Moto      | Motivo | Griglia |
| -------------------- | --------- | ------ | ------- |
| Jean-Louis Tournadre | Yamaha    |        | 5       |
| Jean-Marc Toffolo    | Armstrong |        | 9       |
| Charlie Williams     | Yamaha    |        | 10      |
| Paolo Ferretti       | Yamaha    |        | 12      |
| Alain Beraud         | Yamaha    |        | 16      |
| Maurizio Massimiani  | Ad Majora |        | 18      |
| Tony Rogers          | Rotax     |        | 19      |
| Hervé Guilleux       | Siroko    |        | 22      |
| Phil Mellor          | Yamaha    |        | 24      |
| Tony Rutter          | Yamaha    |        | 26      |
| Pekka Nurmi          | Yamaha    |        | 28      |
| Loris Reggiani       | Yamaha    |        | 30      |
| Roger Sibille        | Yamaha    |        | 31      |
| Pete Wild            | Yamaha    |        | 32      |
| Mick Grant           | Armstrong |        | 33      |
| Clive Horton         | Armstrong |        | 35      |
| Hans Müller          | MBA       |        | 36      |
| Eero Hyvärinen       | Yamaha    |        | 37      |
| Thierry Espié        | Pernod    |        | 39      |

## Classe 125
Grazie alla vittoria e alla contemporanea assenza di Loris Reggiani infortunatosi nella gara precedente, lo spagnolo Ángel Nieto su MInarelli si laurea per la decima volta in carriera campione mondiale e precede sul traguardo di Silverstone il francese Jacques Bolle e l'argentino Hugo Vignetti.

### Arrivati al traguardo
| Pos. | Pilota             | Moto       | Tempo     | Griglia | Punti |
| ---- | ------------------ | ---------- | --------- | ------- | ----- |
| 1    | Ángel Nieto        | Minarelli  | 34.29.03  | 2       | 15    |
| 2    | Jacques Bolle      | Motobécane | 34.32.13  | 1       | 12    |
| 3    | Hugo Vignetti      | MBA        | 34.37.34  | 6       | 10    |
| 4    | Pier Paolo Bianchi | MBA        | 34.38.01  | 3       | 8     |
| 5    | Jean-Claude Selini | MBA        | 34.52.19  | 10      | 6     |
| 6    | Michel Galbit      | MBA        | '34.53.00 | 17      | 5     |
| 7    | August Auinger     | MBA        | 34.55.16  | 8       | 4     |
| 8    | Willy Pérez        | MBA        | 35.14.09  | 18      | 3     |
| 9    | Ricardo Tormo      | Sanvenero  | 35.15.38  | 9       | 2     |
| 10   | Olivier Liegeois   | MBA        | 35.16.09  | 13      | 1     |
| 11   | Hans Müller        | MBA        | 35.28.18  | 12      |       |
| 12   | Thierry Noblesse   | MBA        | 35.38.30  | 19      |       |
| 13   | Anton Straver      | MBA        | 35.38.39  | 16      |       |
| 14   | Johnny Wickström   | MBA        | 35.56.40  | 22      |       |
| 15   | Jan Bäckström      | MBA        | 36.01.32  | 30      |       |
| 16   | Yves Dupont        | MBA        | 36.02.15  | 20      |       |
| 17   | Jacky Hutteau      | Afam       | 36.02.01  | 32      |       |
| 18   | Paul Bordes        | MBA        | 36.15.02  | 33      |       |
| 19   | Chris Leah         | MBA        | 1 giro    | 27      |       |
| 20   | Frédéric Michel    | MBA        |           | 26      |       |
| 21   | Werner Schmied     | MBA        |           | 37      |       |
| 22   | Paul Barker        | Honda      |           | 38      |       |
| 23   | Chris Baert        | MBA        |           | 41      |       |
| 24   | Reiner Koster      | MBA        |           | 42      |       |

### Ritirati
| Pilota              | Moto       | Motivo | Griglia |
| ------------------- | ---------- | ------ | ------- |
| Ivan Palazzese      | MBA        |        | 5       |
| Guy Bertin          | Sanvenero  |        | 7       |
| Eugenio Lazzarini   | Iprem      |        | 11      |
| Joe Genoud          | MBA        |        | 14      |
| Alex Bedford        | MBA        |        | 15      |
| Gerhard Waibel      | MBA        |        | 21      |
| Rino Zuliani        | MBA        |        | 23      |
| Per-Edvard Carlsson | MBA        |        | 24      |
| Lucio Pietroniro    | MBA        |        | 25      |
| Tony Smith          | Morbidelli |        | 28      |
| Peter Balaz         | MBA        |        | 31      |
| Chris Torne         | Honda      |        | 34      |
| John Kernan         | MBA        |        | 35      |
| Robert Mann         | Morbidelli |        | 36      |
| Hubert Genoud       | MBA        |        | 39      |
| Pete Wild           | Honda      |        | 40      |

### Non partito
| Pilota         | Moto      | Motivo | Griglia |
| -------------- | --------- | ------ | ------- |
| Loris Reggiani | Minarelli |        | 4       |

## Classe sidecar
In questa gara Bernard Schnieders, passeggero di Egbert Streuer, a causa di un'indisposizione è sostituito da Williams, già campione del mondo con Rolf Biland nel 1978.
La vittoria è dell'equipaggio svizzero Rolf Biland-Kurt Waltisperg; sul podio salgono anche Derek Jones-Brian Ayres e Alain Michel-Michael Burkhard. Pesante il ritiro (per un guasto meccanico) dei campioni in carica Jock Taylor e Benga Johansson: ora in classifica sono distanziati di 17 punti da Biland e Michel, che guidano appaiati a quota 82.

### Arrivati al traguardo (posizioni a punti)[7]
| Pos | Pilota           | Passeggero       | Moto          | Tempo    | Punti |
| --- | ---------------- | ---------------- | ------------- | -------- | ----- |
| 1   | Rolf Biland      | Kurt Waltisperg  | LCR-Yamaha    | 31:54.10 | 15    |
| 2   | Derek Jones      | Brian Ayres      | ?-Yamaha      | 32:07.90 | 12    |
| 3   | Alain Michel     | Michael Burkhard | Seymaz-Yamaha | 32:08.40 | 10    |
| 4   | Michel Vanneste  | Serge Vanneste   | Seymaz-Yamaha | 32:22.20 | 8     |
| 5   | Egbert Streuer   | Williams         | LCR-Yamaha    | 32:30    | 6     |
| 6   | Derek Bailey     | Bob Bryson       | ?-Yamaha      | 32:52.44 | 5     |
| 7   | Werner Schwärzel | Andreas Huber    | Seymaz-Yamaha |          | 4     |
| 8   | Walter Ohrmann   | Heinz Radomski   | ?-Yamaha      |          | 3     |
| 9   | Dick Greasley    | Stuart Atkinson  | ?-Yamaha      |          | 2     |
| 10  | Bruce Ford-Dunn  | Alistair Pirie   | ?-Yamaha      |          | 1     |